# 761 هـ
761 هـ هي سنة في التقويم الهجري امتدت مقابلةً في التقويم الميلادي بين سنتي 1359 و1360.

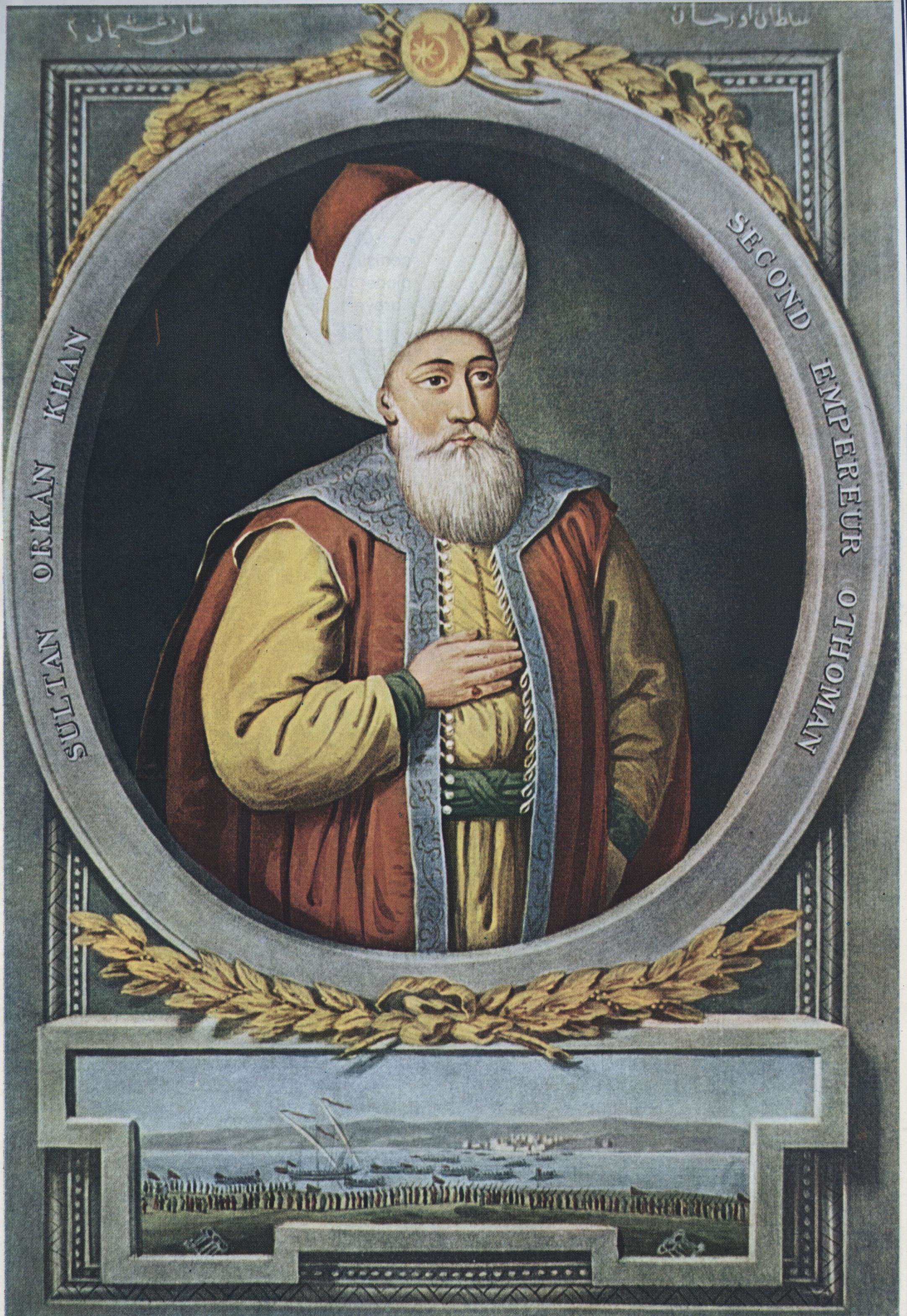
أورخان غازي

## وفيات
- صلاح الدين العلائي
- أورخان غازي
- ابن هشام الأنصاري